# 莫哈韦陨击坑
莫哈韦陨击坑（Mojave）是火星欧克西亚沼区位于北纬7.5度、西经33.0度处的一座的撞击坑，其直径58公里，它的名称取自美国南加利福尼亚州莫哈韦镇。

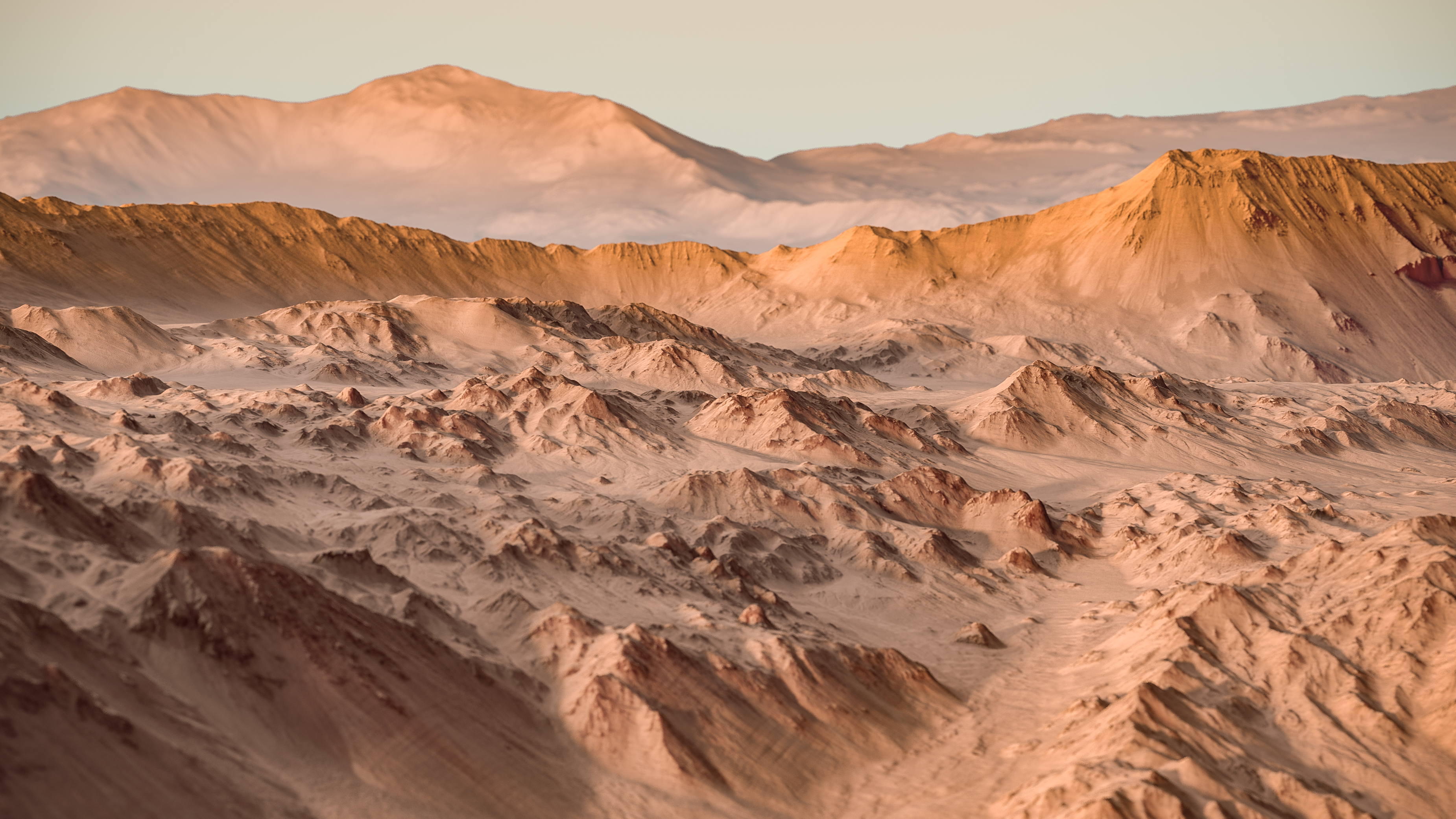
根据高分辨率成像科学设备数据重新处理的莫哈韦陨石坑解剖壁。

该陨石坑坐落在火星克珊忒高地区内。

## 描述
莫哈韦的冲积扇看上去与美国西南部莫哈韦沙漠的地貌非常相似，撞击坑内外侧坡壁上的冲程扇与地球上的冲积扇极为相似。因为在地球上，最大的岩石也靠近冲积扇口附近。由于这些水道发源于山脊顶部，因此人们认为它们是由以前的暴雨冲刷而成。研究人员认为，降雨可能是由撞击所引起。
陨坑中有一些部分显示出密集的凹坑，凹坑只显示出很少或没有边缘或喷出物迹象。这些凹坑彼此非常接近，以至于相邻的凹坑通常共有一侧坑壁。据说这些凹坑是由撞击过程产生的热量与地面冰相互作用产生的蒸汽所形成。
莫哈韦陨击坑深约2600米（1.63英里），根据它的深度与直径之比，研究人员认为它还非常年轻。其年龄尚不足形成坑底积累或填塞，相对未退化的状态有助于科学家模拟火星上的撞击过程。如果测量到一座陨石坑的直径，那么它的原始深度可以用各种比率来估算。由于这种关系，研究人员发现许多火星陨石坑含有大量物质。据信，其中大部分是在不同气候时期沉积的冰。
莫哈韦陨击坑是一座射纹陨石坑，这是它年轻的另一个标志，也是火星上此类陨石坑中最大的一座。根据其喷射物毯的陨石坑数量，被测定为大约有300万年的历史，是火星上最新的一座陨石坑，也是地球上所收集到的休格地陨石可能的来源地，但后一种假设目前存在争议。

## 图集

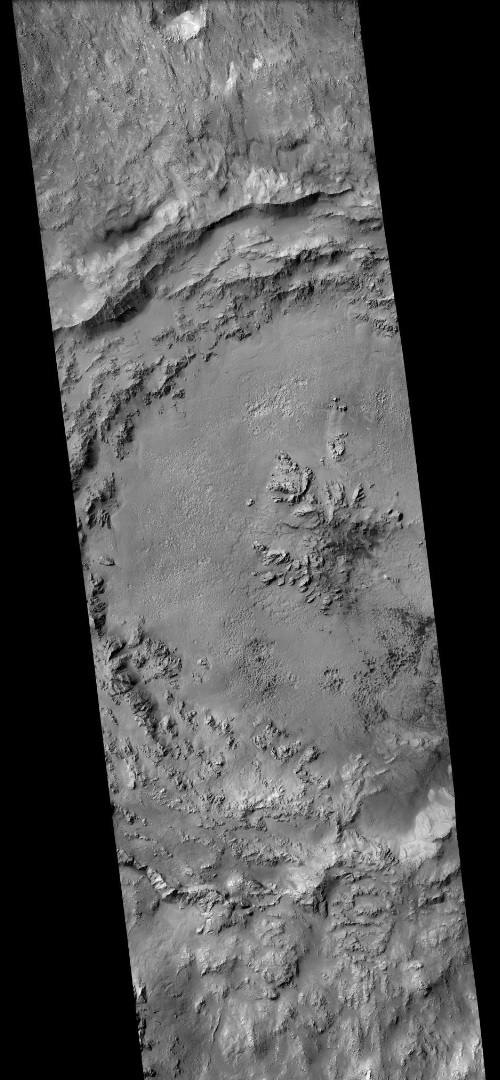
火星勘测轨道飞行器背景相机拍摄的莫哈韦陨击坑照片。
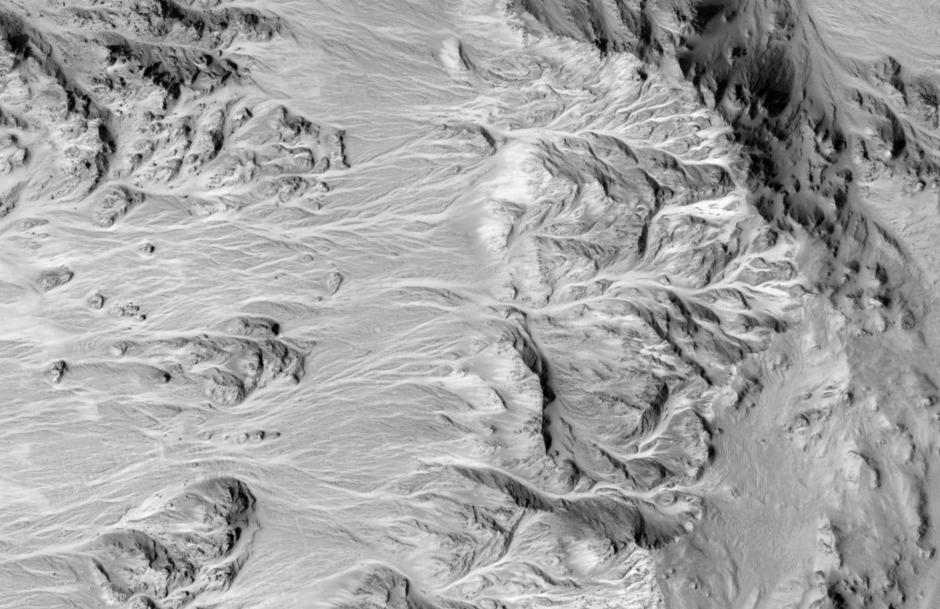
高分辨率成像科学设备显示的位于莫哈韦陨击坑右侧坑壁上的冲积扇，一系列的分支河网向左下方延伸。
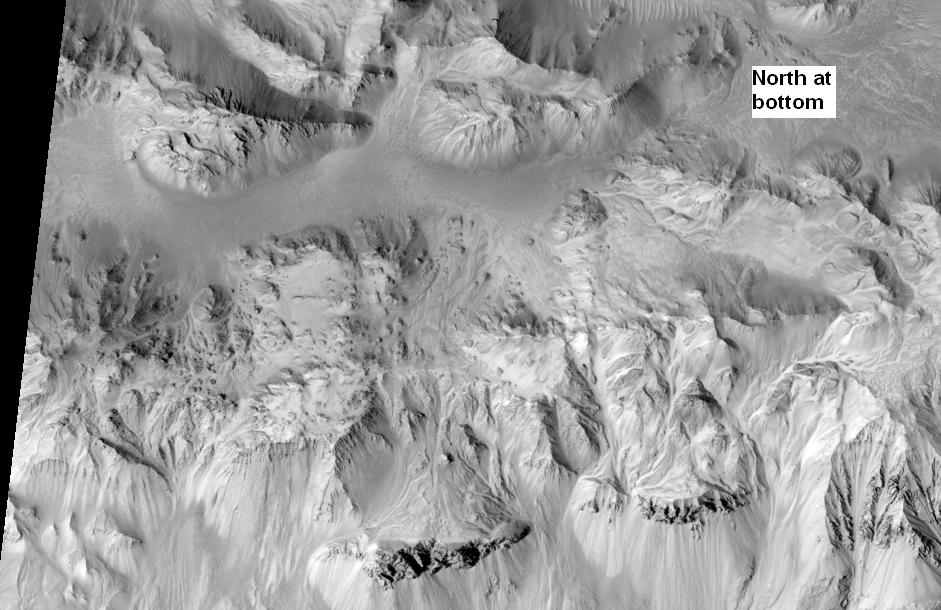
高分辨率成像科学设备拍摄的另一幅莫哈韦陨击坑照片，北方为下。

## 另请查看
- 火星地质
- 撞击坑
- 撞击事件
- 火星撞击坑
- 行星体系命名法
- 火星水文